# Isamu Sonoda
Pour les articles homonymes, voir Sonoda.
Isamu Sonoda (園田勇, Sonoda Isamu), né le 4 novembre 1946 à Yanagawa, est un judoka japonais. Il est sacré champion olympique en 1976 en catégorie des moins de 80 kg.

## Palmarès
| Année | Compétition           | Lieu     | Résultat | Catégorie      |
| ----- | --------------------- | -------- | -------- | -------------- |
| 1969  | Championnats du monde | Mexico   | 1er      | Moins de 80 kg |
| 1973  | Championnats du monde | Lausanne | 2e       | Moins de 80 kg |
| 1976  | Jeux olympiques       | Montréal | 1er      | Moins de 80 kg |